# Cliff Barker
Clifford "Cliff" Eugene Barker (Yorktown, 15 januari 1921 – Satsuma, 17 maart 1998) was een Amerikaans basketballer. Hij won met het Amerikaans basketbalteam de gouden medaille op de Olympische Zomerspelen 1948.

## Carrière
Barker speelde collegebasketbal voor de Kentucky Wildcats van 1946 tot 1949. Barker maakte deel uit van de Amerikaanse selectie voor de Olympische Spelen van 1948 in Londen. Tijdens de Olympische Spelen speelde hij zes wedstrijden, inclusief de finale die de VS overtuigend won van Frankrijk. Gedurende deze wedstrijden scoorde hij 19 punten.
In 1949 stelde Barker zich kandidaat voor de draft van de Basketball Association of America, de voorloper van de NBA. In de 5e ronde van deze draft werd hij uitgekozen door de Washington Capitols. Barker werd echter geruild naar de Indianapolis Olympians, waarvoor hij zijn debuut maakte in de BAA. Tevens was hij de eerste twee seizoen ook coach van Indianpolis. In 3 seizoenen in de NBA speelde hij 149 wedstrijden en scoorde hij 557 punten.
Op 17 maart 1998 overleed Barker op 77-jarige leeftijd in zijn slaap.

## Statistieken

### Regulier seizoen
| Seizoen  | Team                   | WG  | WS | MPW  | 2P%  | 3P% | FW%  | RPW | APW | SPW | BPW | PPW |
| -------- | ---------------------- | --- | -- | ---- | ---- | --- | ---- | --- | --- | --- | --- | --- |
| 1949/50  | Indianapolis Olympians | 49  | 0  | -    | 37,2 | -   | 70,8 | -   | 2,2 | -   | -   | 5,7 |
| 1950/51  | Indianapolis Olympians | 56  | 0  | -    | 25,5 | -   | 64,9 | 1,8 | 2,1 | -   | -   | 2,7 |
| 1951/52  | Indianapolis Olympians | 44  | 0  | 11,2 | 29,8 | -   | 58,8 | 1,8 | 1,6 | -   | -   | 2,9 |
| Carrière | Carrière               | 149 | 0  | 11,2 | 31,6 | -   | 66,2 | 1,8 | 2,0 | -   | -   | 3,7 |

### Play-offs
| Seizoen | Team                   | WG | WS | MPW | 2P%  | 3P% | FW%  | RPW | APW | SPW | BPW | PPW |
| ------- | ---------------------- | -- | -- | --- | ---- | --- | ---- | --- | --- | --- | --- | --- |
| 1949/50 | Indianapolis Olympians | 6  | 0  | -   | 38,7 | -   | 66,7 | -   | 2,2 | -   | -   | 5,7 |
| 1950/51 | Indianapolis Olympians | 3  | 0  | -   | 21,1 | -   | 0,0  | 5,0 | 3,3 | -   | -   | 2,7 |

11 Lew Beck · 
12 Ralph Beard · 
15 Alex Groza · 
23 Cliff Barker · 
24 Ray Lumpp · 
26 Kenny Rollins · 
27 Wallace Jones · 
30 Vince Boryla · 
33 Don Barksdale · 
55 Jesse Renick · 
66 Gordon Carpenter · 
77 Jackie Robinson · 
90 Bob Kurland · 
99 Robert Pitts · 
Coach Bud Browning